# Ла-Марса
Ла-Марса (Эль-Марса; фр. La Marsa, араб. المرسى‎) — курортный город в Тунисе, располагающийся в 18 километрах на северо-восток от, столицы страны,Туниса. Ла-Марса является мунипалитетом с населением 92 987 человек.

## История
История города ведется еще с пунической эпохи (государство Карфаген), а именно с старейшего района Мегара. В романе «Саламбо» писателя Гюстава Флобера описывается пир в этом районе, устроенный военачальником Гамилькаром Барка для своих солдат. По предположению археологов название «Марса» связано с значением города, который был портом. После арабского завоевания в городе построили рибат, который стал не только крепостью, но и местом образования и суфийской культуры. Именно в этом городе 8 июня 1883 года была подписана Конвенция Ла-Марса между Францией и Тунисом, которая усилила власть Франции над своим протекторатом.

## Достопримечательности
Главной достопримечательностью города является мечеть Аль-Ахмади, также популярен дворец Ессаада.

## Экономика
Главной отраслью экономики города является туризм и сфера услуг. Расположение на берегу моря, близость к столице Тунису и древнему городу Карфаген притягивают множество туристов. Известная газета Le Monde назвала кафе «Саф-Саф» самым красивым в мире.